# Pieniny Właściwe

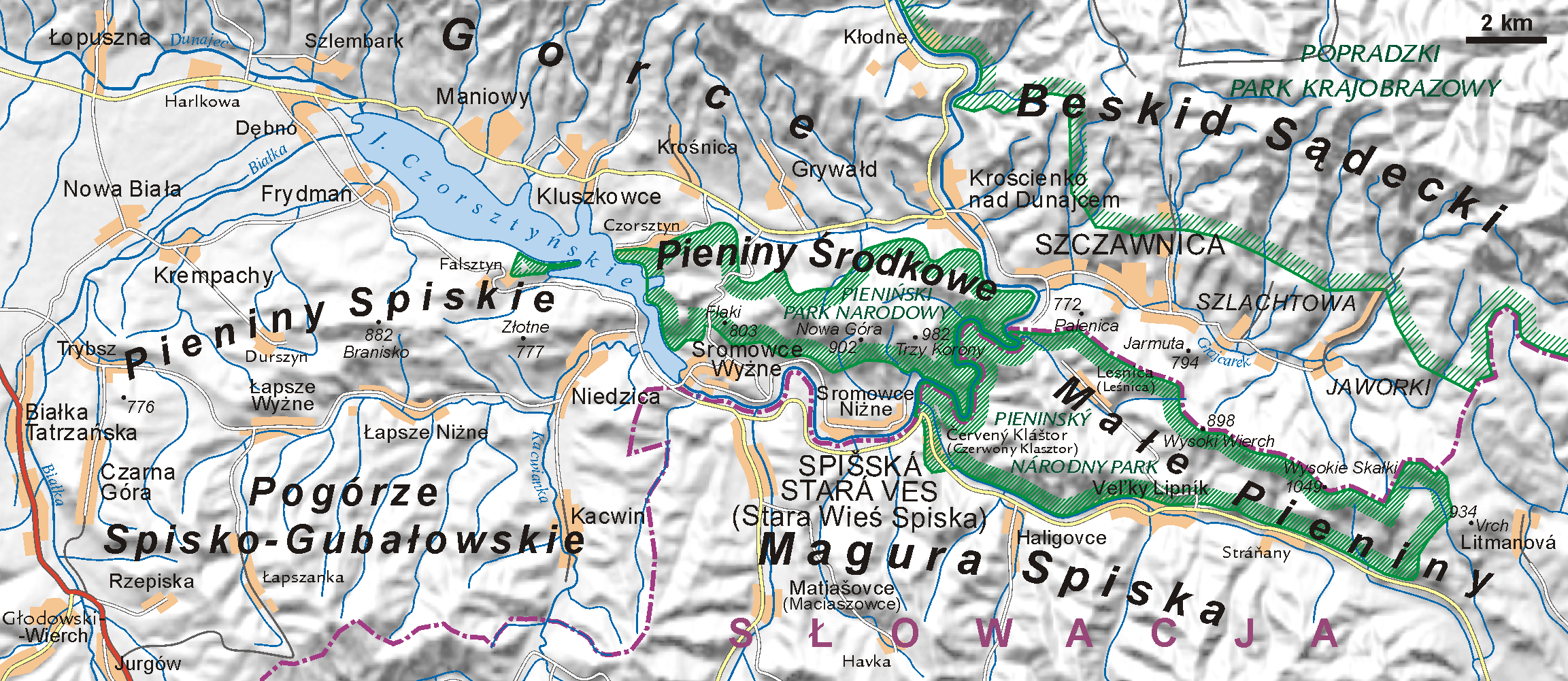
Mapa Pienin

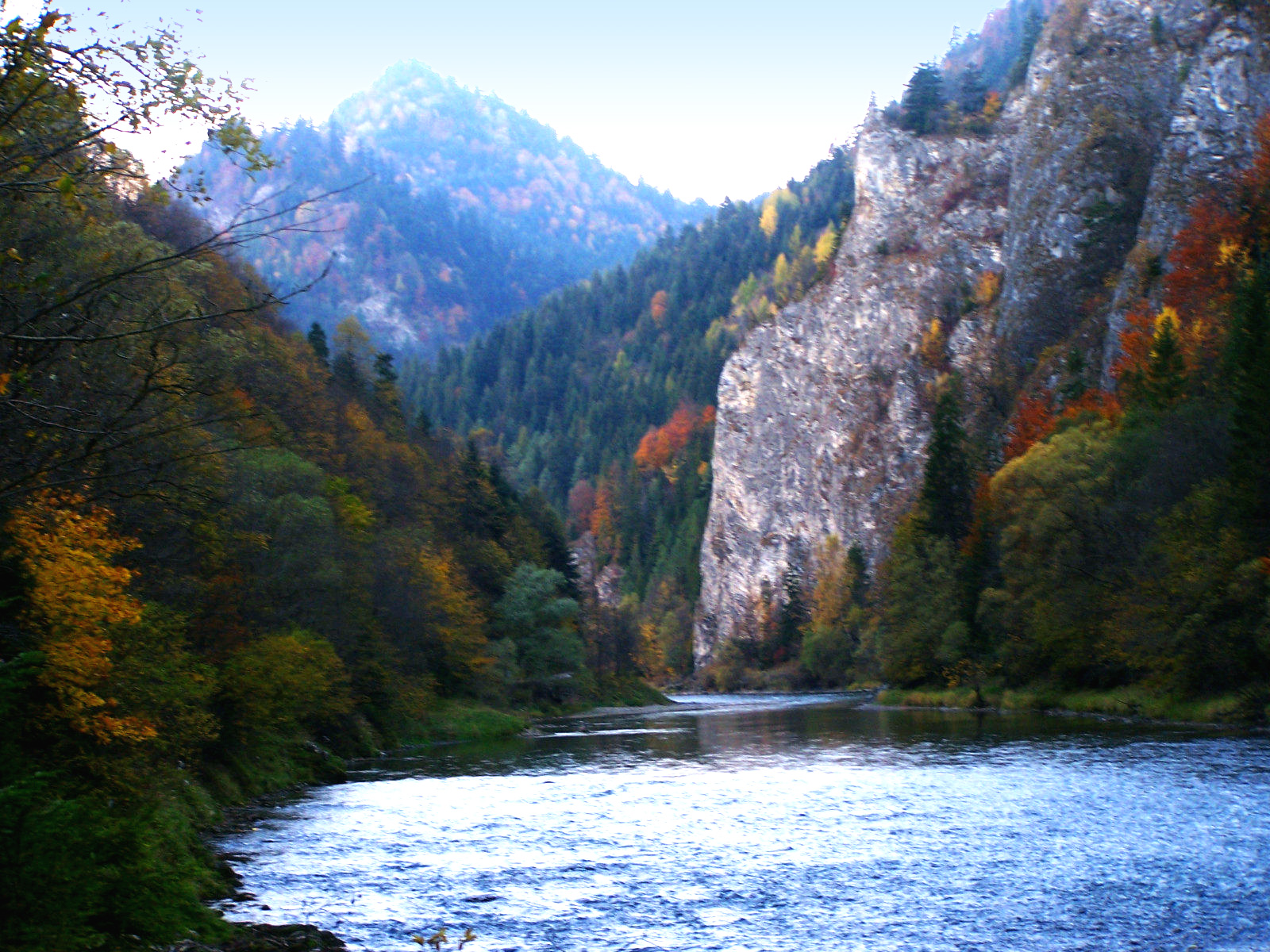
Przełom Dunajca

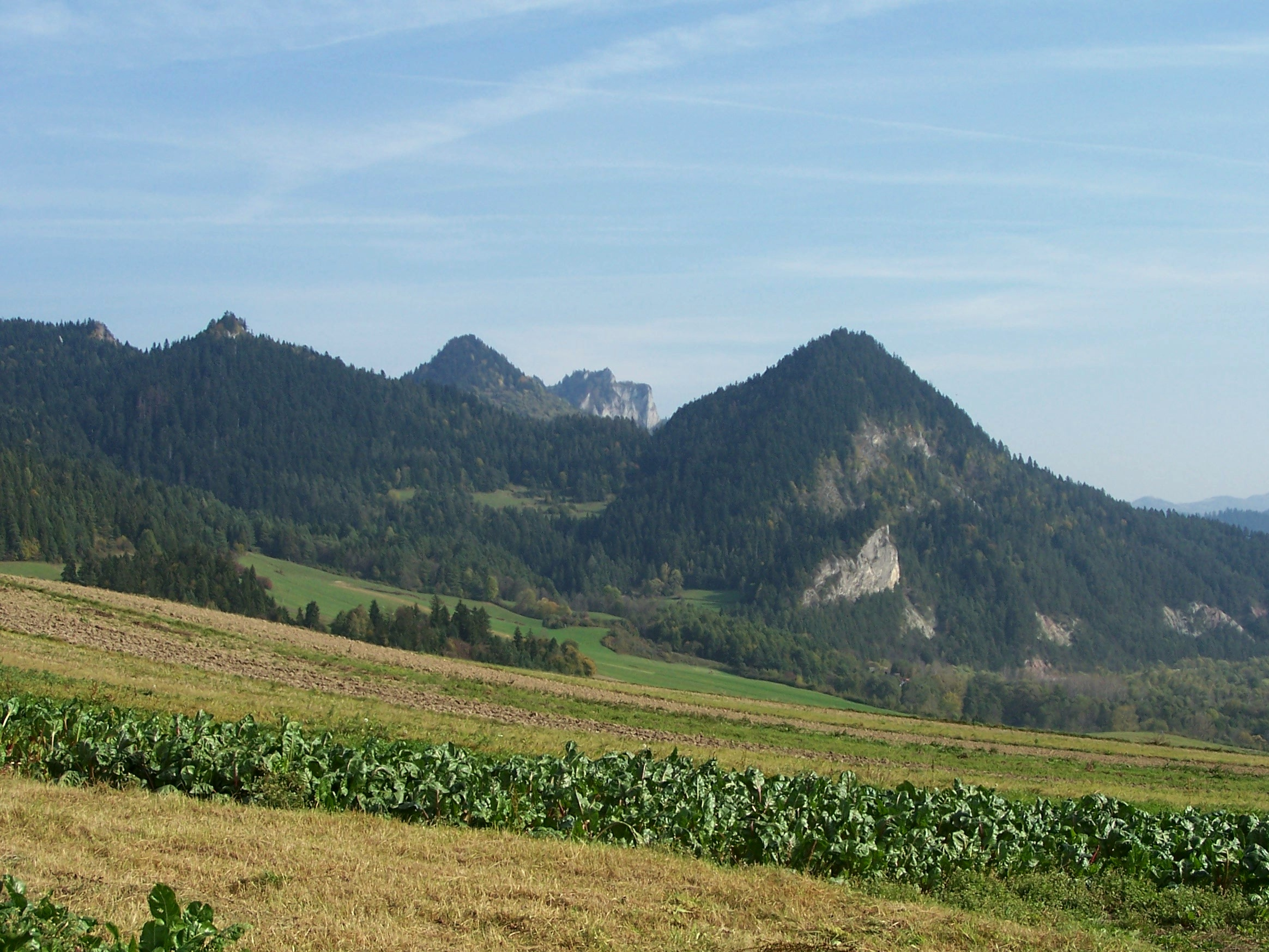
Pieniny Właściwe, widok od południowego zachodu

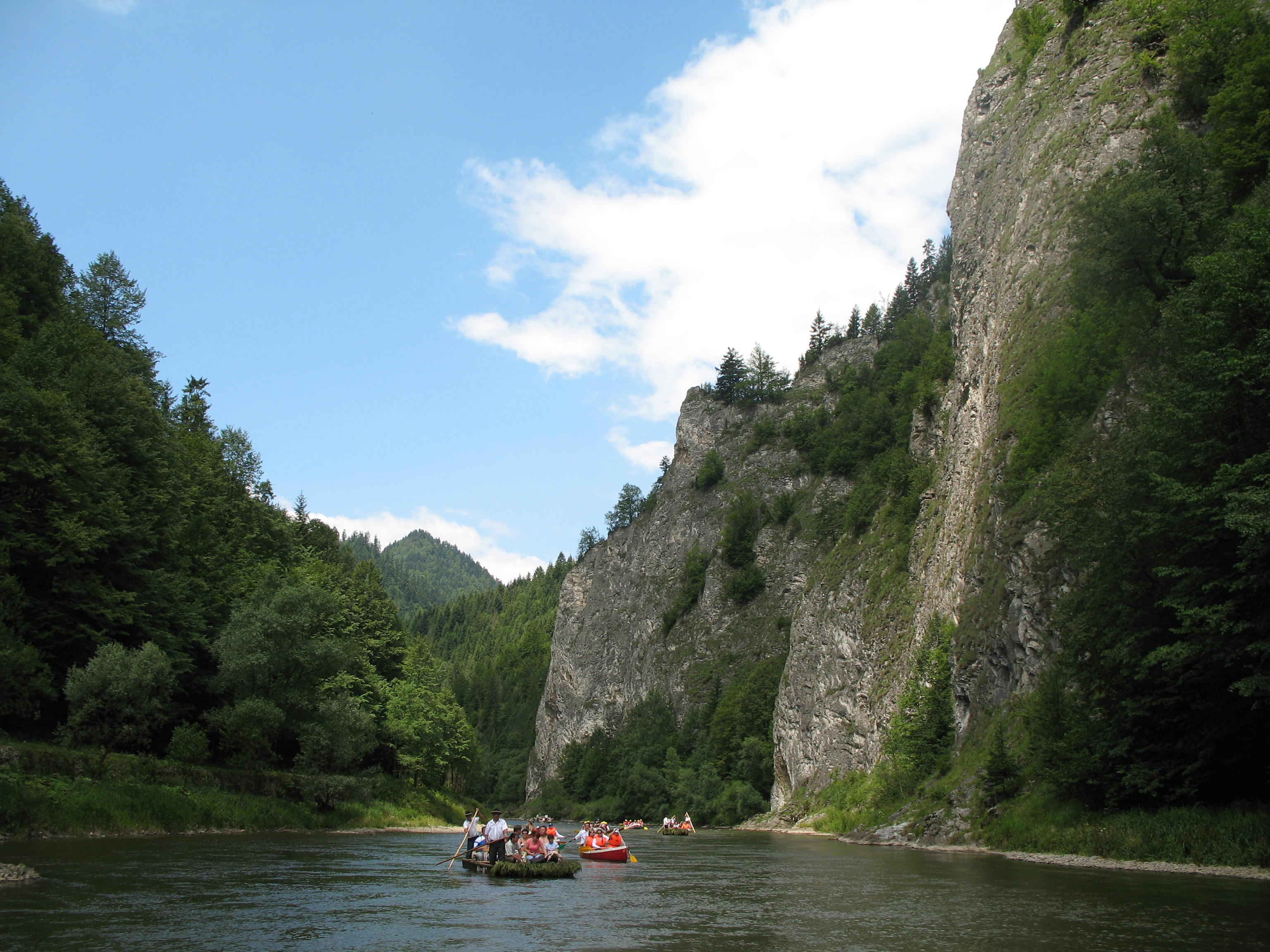
Spływ Dunajcem

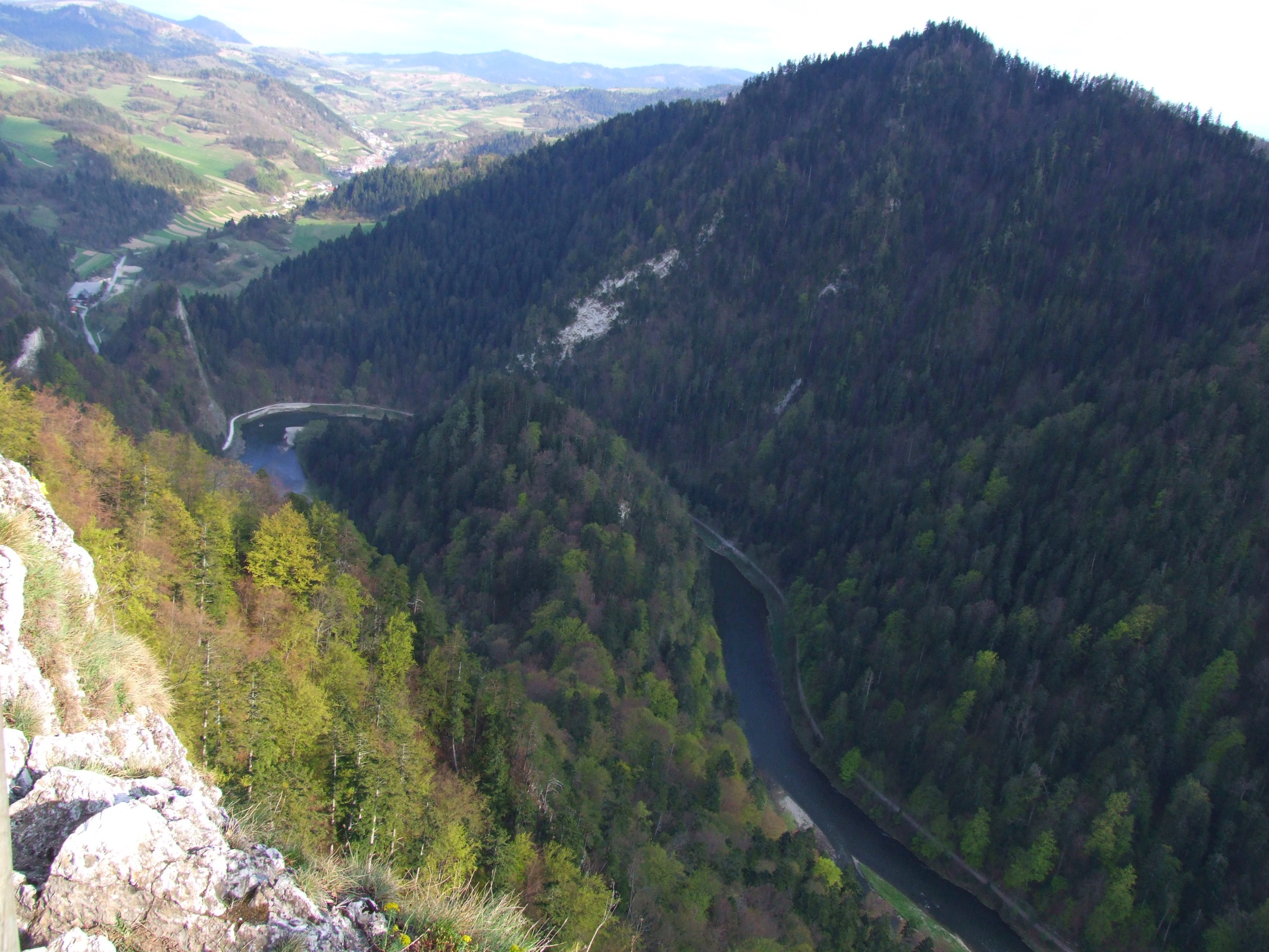
Przełom Pieniński, widok z Sokolicy

Pieniny Właściwe lub Pieniny Środkowe (często, choć nieprawidłowo określane są po prostu nazwą Pieniny) – część leżącego na terenie Polski pasma Pienin. Od strony wschodniej sąsiadują z Małymi Pieninami, od strony zachodniej z Pieninami Spiskimi. Pieniny Właściwe ciągną się od Czorsztyna i Niedzicy do przełomu Dunajca między Leśnicą a Krościenkiem. Ich najwyższym szczytem są Trzy Korony, a konkretnie jedna z turni szczytowych – Okrąglica (982 m). Długość pasma wynosi 12 km, szerokość 3,5–4 km, a powierzchnia całkowita 35 km². Większość tego obszaru jest objęta ochroną, wchodzi w skład Pienińskiego Parku Narodowego.

## Topografia
Pieniny Właściwe dzielą się na:
- Pieniny Czorsztyńskie – położone w zachodniej części, między przełęczą Drzyślawa a przełęczą Szopka i Wąwozem Szopczańskim;
- Masyw Trzech Koron – pomiędzy przełęczą Szopka i Wąwozem Szopczańskim a przełomem Dunajca;
- Pieninki – pomiędzy Dunajcem a Pienińskim Potokiem;

Czasami do Pienin Właściwych zalicza się też Grupę Golicy – od doliny Leśnickiego Potoku do doliny Lipnika. Faktycznie jest ona strukturalnie połączona z Masywem Trzech Koron, podobna jest tutaj budowa geologiczna, przyroda i krajobraz. Zazwyczaj bywa jednak przyłączana do Małych Pienin.
Główny grzbiet biegnie od Wdżaru poprzez Majerz i Macelak do przełęczy Szopka, gdzie skręca na północny wschód i przechodzi w grań Pieninek: Bajków Groń, Czerteż i Sokolicę, zaś 2 najwyższe szczyty – Trzy Korony i Nowa Góra znajdują się z boku grani głównej. Łącznie w Pieninach Właściwych wyróżnia się kilkadziesiąt szczytów i ponad sto turni, o wysokości względnej średnio 300–450 m ponad dna dolin.

## Geologia i rzeźba terenu
Zbudowane są głównie z wapieni należących do skał osadowych. Przełęcze między szczytami są na ogół płytkie i łagodne, stoki szczytów są asymetryczne; od północnej strony łagodniejsze, od południowej z reguły urwiste i najeżone skałami i turniami. W większości porośnięte są lasem, ale występują w nich liczne turnie, skałki i zbocza o nagich i bardzo stromo (często pionowo) podciętych ścianach. Szczególnie atrakcyjne pod tym względem są bardzo strome i wysokie (dochodzące do 300 m) urwiska skalne od strony Dunajca. W niektórych miejscach doliny mają charakter wąwozów skalnych.

## Przyroda
Przyroda Pienin Właściwych została dokładnie zbadana jeszcze przed II wojną światową, w czasie tworzenia parku narodowego, obserwacje zmian przyrodniczych i badania naukowe prowadzone są przez cały czas. Przyroda jest tutaj najbogatsza w całych Pieninach, a dzięki temu, że tereny te chronione są od dawna, przyroda wróciła niemal do pierwotnego stanu, sprzed eksploatacji przez człowieka. W urwiskach Pienińskiego Potoku zachowały się dość licznie cisy, a masyw Trzech Koron jest najbogatszą ostoją pienińskich roślin. Przyczynami występowania ciekawej i bogatej gatunkowo flory są: wapienne podłoże, specyficzny klimat, zmienny, lokalny mikroklimat, bliskość Tatr, trzeciorzędowe zlodowacenia, duża ilość nagich skał umożliwiających rozwój roślinności muraw naskalnych, ocienione, głębokie wąwozy i ściany skalne oraz liczne śródleśne polany zwane łąkami pienińskimi. Tylko tutaj lub głównie tutaj występują najbardziej typowe rośliny pienińskie: mniszek pieniński, złocień Zawadzkiego, jałowiec sawina.

## Turystyka
Pieniny Właściwe są najatrakcyjniejszą pod względem krajobrazu i przyrody częścią Pienin i są licznie odwiedzane przez turystów. Pod względem liczby turystów zajmują w Polsce drugie po Tatrach miejsce. Zawdzięczają to atrakcyjności krajobrazowej i przyrodniczej, dobrze zorganizowanej bazie turystycznej i noclegowej, źródłom wód mineralnych, sanatoriom w Szczawnicy, bogatej historii tych terenów i licznym jej zabytkom (m.in. Zamek Pieniński). Atrakcją na europejską skalę jest spływ tratwami przełomem Dunajca. Podobne widoki jak ze spływu Dunajcem zapewnia spacer pieszy lub wycieczka rowerowa Drogą Pienińską. Również speleolodzy mają pole do badań i penetracji w licznych tutaj jaskiniach. Teren jest turystycznie łatwy, przepaściste miejsca zabezpieczone zostały barierkami i poręczami. W kilku Pawilonach Pienińskiego Parku Narodowego bezpłatnie zapoznać się można z przyrodą Pienin. Głównymi punktami wypadowymi do zwiedzania Pienin Centralnych są Krościenko, Szczawnica, Czorsztyn i Sromowce Niżne. Władysław Anczyc w 1864 stwierdził: „Kto nie był w Tatrach i Pieninach, ten nie był nigdzie i nic nie widział”.